# Universe (EP)
Universe (en hangul, 유니버스) es el cuarto EP navideño (sexto en general) del grupo surcoreano EXO. Estaba programado para ser publicado el 21 de diciembre de 2017 por S.M. Entertainment, junto con el videoclip del sencillo «Universe», pero debido al fallecimiento de Jonghyun de SHINee, se retrasó para el 26 de diciembre.

## Antecedentes y lanzamiento
El 23 de noviembre de 2017, un representante de la agencia del grupo, S.M. Entertainment, anunció que EXO estaba preparándose para el lanzamiento de su cuarto EP con temática navideña, después de Miracles in December (2013), Sing for You (2015) y For Life (2016), afirmando que pretenden lanzarlo en diciembre. El 8 de diciembre, se informó que lo lanzarían el 21 de diciembre. La agencia del grupo confirmó la noticia el mismo día. El 14 de diciembre, la S.M. anunció que él álbum se titularía Universe y que contendría seis canciones. A partir del día siguiente, la agencia comenzó a lanzar teasers individuales de los integrantes. El 18 de diciembre de 2017, Kim Jong-hyun, integrante del grupo SHINee, manejado por la misma agencia de EXO, falleció. En respeto a su muerte, el lanzamiento fue pospuesto para el 26 de diciembre.

## Sencillo
El sencillo del álbum, «Universe», se describe como una canción de balada rock con melodías de piano y guitarra eléctrica. Fue producido por Shin Hyuk y MRey y habla de cómo una persona busca el universo solo para encontrar a su enamorado. «Universe» debutó en el primer puesto de Melon Realtime Chart. La canción se ubicó en el segundo puesto de Gaon Digital Chart de Corea del Sur. También estuvo en la primera posición de Korea K-Pop Hot 100 durante la primera semana de 2018.

## Promoción
EXO interpretó «Universe» por primera vez el 31 de diciembre en el programa de fin de año de MBC, MBC Gayo Daejejeon.

## Recepción
Tras su lanzamiento, Universe fue elogiado por los fanáticos por usar pronombres neutros en términos de género como «yo» y «tú» en lugar de «él» y «ella» en las letras.

### Actuación comercial
El álbum debutó en el primer puesto de Gaon Album Chart de Corea del Sur y en el número dos en el Billboard World Albums Chart.

## Lista de canciones
| Universe |                                                        |                       |                                                                     |         |          |  |
| N.º      | Título                                                 | Letras                | Música                                                              | Arreglo | Duración |  |
| 1.       | «Universe» (versión coreana)                           | Yoon Sa-ra, Chanyeol  | Hyuk Shin, MRey (Joombas), JJ Evans (Joombas), Jeff Lewis           |         | 4:42     |  |
| 2.       | «为心导航 (Universe)» (versión en mandarín)            | Xiaohan               | Hyuk Shin, MRey (Joombas), JJ Evans (Joombas), Jeff Lewis           |         | 4:42     |  |
| 3.       | «지나갈 더니 (Been Through)»                           | Park Ji-hee, JQ       | Mike Woods, Kevin White, Brandyn Burnette, Molly Moore, MZMC, Heavy |         | 3:38     |  |
| 4.       | «Stay»                                                 | JQ, Lee Ji Hye, Sik-K | Cathy Dennis, Robert Gerongco, Samuel Gerongco, Terence Lam         |         | 3:50     |  |
| 5.       | «Fall»                                                 | JQ, Mola, MQ          | Mike Woods, Kevin White, Andrew Bazzi, MZMC                         |         | 3:27     |  |
| 6.       | «Good Night»                                           | Hyun Ji-won, JQ       | Mike Woods, Kevin White, Micah Powell, MZMC                         |         | 3:31     |  |
| 7.       | «Lights Out» (cantado por D.O., Suho, Chen y Baekhyun) | Chen                  | Bane Scott, Ryu, Andrew Holyfield, Jason «Arner» Housman            |         | 3:06     |  |
| 8.       | «Universe (CD version)»                                | Yoon Sa-ra            | Hyuk Shin, MRey (Joombas), JJ Evans (Joombas), Jeff Lewis           |         | 4:42     |  |

## Posicionamiento en listas
| Lista (2017–18)                  | Mejor posición |
| -------------------------------- | -------------- |
| Francia (SNEP)                   | 73             |
| Japón (Billboard Japan)          | 20             |
| Japón (Oricon)                   | 8              |
| Japón (Japanese Western Albums)  | 1              |
| Nueva Zelanda (RMNZ)             | 8              |
| Corea del Sur (Gaon Album Chart) | 1              |

| Lista (2017)                     | Mejor posición |
| -------------------------------- | -------------- |
| Corea del Sur (Gaon Album Chart) | 1              |

| Lista (2017)                      | Mejor posición |
| --------------------------------- | -------------- |
| Corea del Sur (Gaon Albums Chart) | 6              |

## Ventas
| País                 | Ventas   |
| -------------------- | -------- |
| China (Xiami)        | 175 269  |
| Japón (Oricon)       | 20 917+  |
| Corea del Sur (Gaon) | 531 951+ |

## Premios y nominaciones

### Victorias en programas musicales
| Canción    | Programa               | Fecha               |
| ---------- | ---------------------- | ------------------- |
| «Universe» | Music Bank (KBS)       | 5 de enero de 2018  |
| «Universe» | Music Bank (KBS)       | 12 de enero de 2018 |
| «Universe» | Show! Music Core (MBC) | 6 de enero de 2018  |

## Historial de lanzamiento
| País          | Fecha                   | Formato              | Discográfica       |
| ------------- | ----------------------- | -------------------- | ------------------ |
| Corea del Sur | 26 de diciembre de 2017 | CD, descarga digital | S.M. Entertainment |
| Mundo         | 26 de diciembre de 2017 | Descarga digital     | S.M. Entertainment |